# Municipio de Atempan
El municipio de Atempan (del nahuatl: atl, tentli, pan ‘agua, orilla, sobre’‘En la orilla del río’) es uno de los 217 municipios en que se divide el estado mexicano de Puebla, pertenece a la Sierra Norte del estado. Su cabecera es la localidad de Atempan.
Antiguamente perteneció a los antiguos límites de Tlatlauquitepec y Teziutlán, en la prehispanidad, existieron asentamientos humanos pertenecientes a las culturas otomies y totonacos, comprobando la proximidad con lo que se conoce como Cuetzalan, al mismo tiempo se comprueba la cercanía de Xiutetelco y Papantla. Durante el siglo XVI, los habitantes de esta localidad fueron sometidos por los españoles, ya que por la belleza de sus tierras y su planicie tan enorme de tierra, proporcionaba y hasta la fecha deliciosos frutos propios del clima de esta región.
Atempan, limita con los municipios de Teteles de Ávila Castillo al norte, al sur con el municipio de Chignautla al igual que al oriente y al poniente con el municipio de Tlatlauquitepec, su superficie aproximada es de 34.45 kilómetros cuadrados, lo que lo ubica en el lugar número 148 ante situación geográfica del estado poblano, sus paralelas son 19º 46’ 48’’ y 19º 46’ 48’’ de latitud Norte y los meridianos de 97º 23’ 18’’ y 97º 26’ 42’’ de longitud occidental.
La altura sobre el nivel del mar del municipio de Atempan es variada de acuerdo a la zona accidentada y por pertenecer a la Sierra Madre Oriental, tiende desde los 1990 a 2300 metros sobre el nivel del mar

## Historia
Llamado antiguamente Ateno. Asentamientos humanos ocupados por los Otomíes y Totonacas; en el siglo XV fue sometido por la Triple Alianza (México-Texcoco-Tlacopan); En 1522, quedó en poder de los conquistadores españoles; en el mismo siglo fue alcaldía mayor. En 1792 forma parte de la alcaldía de Puebla, perteneció al antiguo Distrito de Teziutlán (1831) y de Tlatlauquitepec (1869). En el año de 1895 se erige como Municipio Libre por decreto del supremo gobierno. 
El 25 de marzo de 1869, resuelven límites jurisdiccionales con Chignautla. 

### Cronología de hechos históricos
- 1522 - Sometido por los conquistadores y alcaldía mayor.
- 1792 - Forma parte de la alcaldía de Puebla.
- 1895 - Se elige en municipio libre.

## Flora
En atempan las tierras en general son productivas de diversos frutos y flora.
Existe una localidad llamada Tezhuatepec ubicada al sur del municipio, en donde se producen: La manzana, la pera, el aguacate, la ciruela, el durazno, todos estos en sus diferentes variedades y tipos también se cosecha el maíz, el chayote, chiles seras (o chiles manzanos), la nuez con la que se preparan los riquísimos chiles en nogada.

## Personaje ilustre
- Celerino Cano Palacios, Educador. (1884-1968)

## Festividades
Tradicional Feria De Semana Santa: Durante el periodo de Semana Santa, en municipio se realiza una fiesta que dura más de una semana.
Son fechas muy importantes para el municipio ya que la celebración es en grande, llegan muchos visitantes de la región e incluso de otros estados con el motivo de pasar unas buenas vacaciones en Atempan.
Todo inicia el Domingo de Ramos y hasta que la gente siga asistiendo.
Se puede disfrutar de los juegos mecánicos, la gastronomía, la expo-ganadera, y algunas otras actividades que se realizan.
En estas fechas se vale disfrutar una deliciosa nieve acompañada de sus soletas, comer unos deliciosos antojitos y probar el exquisito mole de guajolote que preparan las señoras del mismo municipio, pasar por las misceláneas del centro para tomarse una cerveza bien fría o un vinito de frutas de la región.
Llegan muchas peregrinaciones de varios municipios con el fin de visitar a Santo Entierro.
15 y 16 De Septiembre: Estas fechas también son un buen motivo para celebración en Atempan, va desde el 15 en la noche cuando los Atempanenses se reúnen en el zócalo para dar el grito junto con el presidente, posterior a ello la quema del tradicional castillo de fuegos pirotécnicos.
Al día siguiente arranca el desfile en donde participan muchas instituciones del municipio, aproximadamente 2 horas de recorrido.
4 De Octubre: Se da la fiesta patronal de San Francisco De Asís, un día antes en las vísperas encamizada con toritos pirotécnicos.
Encamizadas: se le llama así a la quema de los famoso toritos; que constan de un cuerpo de madera que porta fuegos artificiales y los habitantes acostumbran a perseguirlos cuando estos están en pleno arranque.
Se dan muchas a lo largo del año, pero las más grandes son: 3 de Octubre y 11 de Diciembre